# Кокляев, Михаил Викторович
Михаи́л Ви́кторович Кокля́ев (род. 17 декабря 1978, Челябинск) — российский спортсмен силовых видов спорта (тяжёлая атлетика, пауэрлифтинг, силовой экстрим). 8-кратный чемпион России по тяжёлой атлетике в весовой категории свыше 105 кг. Бывший обладатель абсолютного рекорда России в становой тяге — 417,5 кг. Мастер спорта международного класса по тяжёлой атлетике. Мастер спорта международного класса по пауэрлифтингу по версии WPC.
Занимается тяжёлой атлетикой с 13 лет. Норматив мастера спорта выполнил в 16 лет. Норматив мастера спорта международного класса по тяжёлой атлетике выполнил в 20 лет. В 1997—2004 годах входил в состав сначала молодёжной, а потом национальной сборной России по тяжёлой атлетике, был участником молодёжных чемпионатов мира (1997, 1998) и чемпионатов Европы (2002, 2004).
С 2005 года занимается силовым экстримом (strongman), занял второе место на Arnold Classic Strongman 2009, неоднократный победитель этапов Гран-при IFSA.
Рефери и ведущий соревнований по силовому экстриму, а также ведущий соревнований по бодибилдингу и пауэрлифтингу.
В настоящее время — профессиональный боксёр, в марте 2021 бросил вызов английскому боксеру Дилиану Вайту.
Работает в Первой Московской гимназии.
Признался, что в возрасте 19 лет имел пристрастие к героину, но смог избавиться от этого пагубного влияния.
Тренер Игорь Борисович Слюнин 

## Результаты выступлений
| Год  | Соревнование     | Место проведения  | Весовая категория | Рывок | Толчок | Сумма | Место |
| ---- | ---------------- | ----------------- | ----------------- | ----- | ------ | ----- | ----- |
| 2002 | Кубок России     | Невинномысск      | +105 кг           | 200   | 240    | 440   | 1     |
| 2002 | Чемпионат России | Курск             | +105 кг           | 195   | 240    | 435   | 1     |
| 2003 | Чемпионат Европы | Loutraki (Греция) | +105 кг           | 190   | -      | -     | -     |
| 2003 | Чемпионат России | Москва            | +105 кг           | 210   | 240    | 450   | 1     |
| 2004 | Чемпионат Европы | Киев              | +105 кг           | 190   | 230    | 420   | 5     |
| 2005 | Кубок России     | Невинномысск      | +105 кг           | 200   | 250    | 450   | 1     |
| 2007 | Кубок России     | Невинномысск      | +105 кг           | 210   | 240    | 450   | 1     |
| 2011 | Кубок России     | Санкт-Петербург   | +105 кг           | 200   | 248    | 448   | 1     |

### 2005 год
- Июнь — IFSA Moscow Grand Prix — 3 место
- Июнь — Командный Чемпионат Мира среди пар в паре с Нигматулиным (Польша) — 2 место
- Июль — Командный Чемпионат «Богатыри на Хортице» (Украина) — 2 место
- Июль — Чемпионат Европы по силовому экстриму (Рига — Латвия) IFSA — 6 место
- Июль — Игры горцев (Шотландия) — 2 место
- Август — Отборочный тур на чемпионат мира IFSA (Бразилия) — 1 место
- Сентябрь — Чемпионат Мира по Силовому Экстриму IFSA (Квебек, Канада) — 3 место
- Октябрь — Финал Чемпионата России по силовому экстриму (Москва) — 1 место

По рейтингу 2005 года PLSE в России Михаил Кокляев — самый сильный человек России, по мировому рейтингу IFSA 2005 года Михаил Кокляев занимает 2 место.

### 2006 год
- Март — турнир Arnold Strongman Classic (США) — 3 место
- Май — Международный «Гран-При Телеканала Спорт» по силовому экстриму IFSA — 1 место
- Май — Международный Гран-При IFSA в Венгрии — 1 место
- Июнь — этап Чемпионата Балтии по силовому экстриму — 1 место
- Июль — Международный Гран-При Латвии IFSA — 3 место

### 2008 год
- Март — турнир Arnold Strongman Classic (США) — 3 место

### 2009 год
- 6 - 7 марта — турнир Arnold Strongman Classic (США) — 2 место
- 9 мая — турнир Лиги Чемпионов — 1 место Сербия
- 6 июня — турнир Гигант Левел — 3 место — получение квалификации на WSM - 2009

### 2010 год
- 5 - 6 марта — турнир Arnold Strongman Classic (США) — 4 место (первое выступление после травмы)
- Победа на ежегодном фестивале физкультуры и здоровья FIBO (Германия) — 14 - 15 мая
- Бронзовый призёр World's Strongest Man — 17 - 25 сентября
- Установление мирового рекорда в метании гири в высоту — 25 килограммов на высоту 586 сантиметров
- Рекорд России и второй результат на планете в поднятии бревна — 202,5 килограмма

### 2011 год
- 4 - 6 марта 2011 г — турнир Arnold Strongman Classic (США) — 5 место

За карьеру силача с 2005 по 2011 год принял участие более чем в 40 российских и международных стартах по силовому экстриму, где одержал более 20-ти побед.
К Михаилу Кокляеву с симпатией относится мировая спортивная и общественно-политическая звезда Арнольд Шварценеггер. На Arnold Strongman Classic - 2011, под впечатлением от выступления Кокляева, Шварценеггер отослал через Твиттер эмоциональное сообщение Президенту России Д. А. Медведеву со словами «Ваш русский спортсмен только что поднял 111 кг два раза!» и дал ссылку на сделанное им самим фото, где спортсмен поднимает гантель. На что Медведев быстро ответил: «Да, русские мужчины вообще такие сильные» .

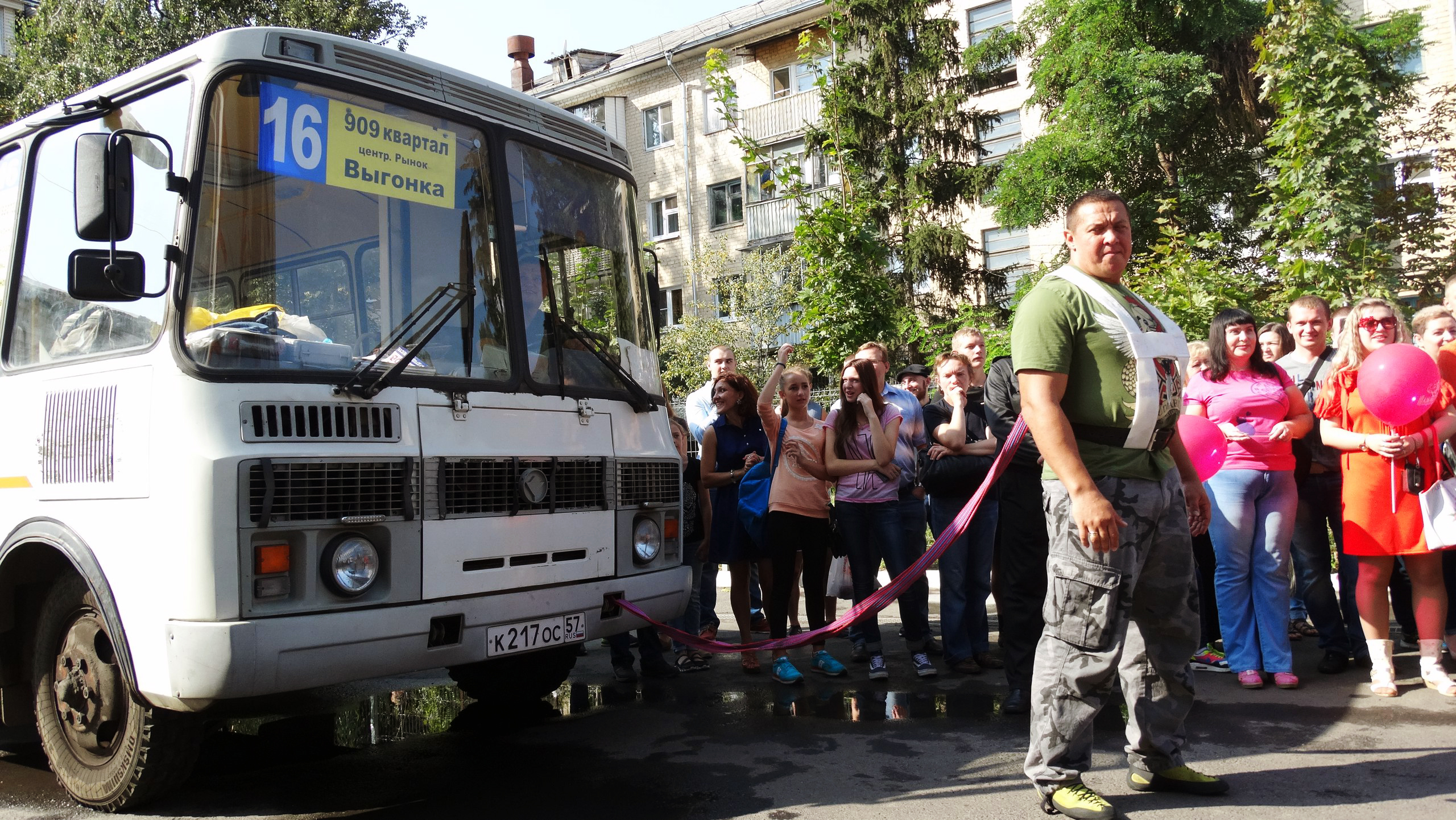
Кокляев перед буксировкой автобуса (Орёл, 2015)

## Некоторые силовые показатели
Тяжелая атлетика:
- Толчок 250 кг;
- Рывок 210 кг;
- Сумма 460 кг;

Пауэрлифтинг (Без экипировки):
- Приседания  360 кг;
- Жим лежа 230 кг;
- Становая тяга 417.5 кг;
- Сумма 1007,5 кг

## Профессиональный бокс
29 ноября 2019 года на ВТБ Арена (Москва, Россия) по правилам бокса прошёл поединок Михаила с бойцом смешанных единоборств Александром Емельяненко. Емельяненко победил досрочно нокаутом в 1-м же раунде.
20 февраля 2021 года на турнире "Короли ринга" Михаил в 4 раундовом поединке по правилам бокса победил блогера Артёма Тарасова, известного по прозвищу "Циклоп" решением большинства судей.
Спорно называть Михаила профессиональным боксёром. В интервью Магомеду Исмаилову, Михаил откровенно рассказал, что бой с Александром был подставным, и что бой должен был закончиться в 4-м раунде.
Бой с Артёмом Тарасовым также нельзя рассматривать как бой профессионалов, так как Тарасов не профессиональный боксёр и боец, а блогер.

## Семья
Жена — Оксана Кокляева
Сын — Михаил Михайлович Кокляев
Дочь — Диана Михайловна Кокляева

## Инциденты
22 октября 2009 года Михаил Кокляев, находясь за рулем в нетрезвом состоянии, насмерть сбил пешехода, переходившего дорогу на красный сигнал светофора. Согласно рапорту командира спецбатальона ДПС УГИБДД Челябинской области, «на улице Хлебозаводская инспектор ДПС попросил превысившую скорость иномарку остановиться, но водитель проигнорировал требование работника ГИБДД об остановке. Следом за лихачом без спецсигналов, чтобы не спугнуть нарушителя, выехала машина ДПС. На одном из светофоров „Тойота“ совершила наезд на вышедшего на проезжую часть мужчину-пешехода, который от полученных травм скончался на месте происшествия. Задержанный автолюбитель от медицинского освидетельствования отказался…». За неделю до резонансного ДТП Михаил Кокляев стал сотрудником правоохранительных органов, войдя в состав одного из спецподразделений.